# Acutipetala octoginta
Espèce
Acutipetala octoginta est une espèce d'araignées aranéomorphes de la famille des Agelenidae.

## Distribution
Cette espèce est endémique de Thaïlande. Elle se rencontre dans les provinces de Chiang Mai et de Mae Hong Son entre 330 et 1 100 m d'altitude.

## Description
Le mâle holotype mesure 6,7 mm et la femelle paratype mesure 8,80 mm.

## Publication originale
- Dankittipakul & Zhang, 2008 : Acutipetala gen. nov., a new genus of funnel-web spiders from northern Thailand (Araneae, Agelenidae). Zoological Science, vol. 25, no 5, p. 546-553.